# Laberinto ELC
Laberinto ELC es un grupo de rap colombiano, conformado por Jorge Iván Henao, ‘El Mocho’; César Monsalve, ‘El Flak-o’ y Óscar Alejandro Ruíz, ‘Junior Ruiz', fue creado en 1998 en Medellín.

## Historia
Sus miembros iniciaron en los años 1980 y 1990 en la cultura hip hop, cuando 'El Mocho' inició practicando break-dance, 'Junior Ruiz' se convirtió en productor después de prestar el servicio militar y 'El Flak-o' empezó a rapear. Se unieron en 1998. Han producido 6 álbumes.Han participado en el Festival Internacional Altavoz en Medellín, Hip Hop al Parque en Bogotá, Galeras Rock en Pasto. Hicieron la canción oficial de la Feria de Las Flores de 2011 con Piso 21 Algunas de sus canciones más conocidas son: La Jaula de Oro, Lola, Bohemio, A mitad del camino.

## Discografía
- En las calles (2000)
- Área 64 (2002)
- A mitad del camino (2006)
- Bohemio (2009)
- Por los nuestros (2014)
- De Antaño (2022)